# Luigi Abbiati
Luigi Abbiati (Melegnano, 26 giugno 1897 – San Bernardino Verbano, 5 giugno 1944) è stato un politico, antifascista e partigiano italiano.

## Biografia
Luigi, giovane metalmeccanico socialista, nel 1921 fu a Brescia tra i fondatori del Partito Comunista d'Italia; ne divenne quindi responsabile dell'attività sindacale nella città. Un anno dopo, il giovane operaio è in Sicilia ad organizzare i contadini. Viene arrestato a Caltanissetta con altri militanti e rimane in carcere fino all'agosto del 1924, quando è rispedito nel Bresciano con foglio di via e fa in tempo a candidarsi per le elezioni alla Camera, risultando primo dei non eletti.
Delegato a partecipare al III Congresso del PCd'I del 1926 a Lione, Luigi Abbiati tenta di raggiungere la Francia passando da Domodossola con un passaporto falsificato; viene arrestato con altri otto delegati e finisce in carcere per 40 giorni. L'anno successivo, una condanna a cinque anni di confino vede Abbiati finire a Lipari, dove viene raggiunto da Ninì, la moglie, con il piccolo Franco, di soli due anni, e la neonata Dolores. A Lipari nascerà Loris.
Gli Abbiati torneranno al Nord nel 1933, ma non più a Brescia. A Milano la famiglia rimarrà sino al 1937, quando "Gino" Abbiati e Ninì - che avevano ripreso nel capoluogo lombardo la loro attività antifascista - vengono di nuovo arrestati. Altri sei anni di confino tra l'isola di Ponza e le isole Tremiti, poi, con la caduta del fascismo, il ritorno a Brescia.
Poche settimane di tregua e arriva l'8 settembre del 1943. Ninì viene quasi subito arrestata dai fascisti e rimane in carcere sino all'aprile del 1945; Gino fugge in montagna, come aveva già fatto il suo primogenito, e si aggrega ad una formazione partigiana. Luigi Abbiati combatte i nazifascisti per quasi dieci mesi, ma è catturato e fucilato in località Ponte Casletto di Rovegro.